# КК Црвена звезда сезона 1980/81.
КК Црвена звезда сезона 1980/81. обухвата све резултате и остале информације везане за наступ Црвене звезде у сезони 1981/82.
Значајан успех остварен је у Купу Радивоја Кораћа. У осмини финала савладан је грчки Спортинг (85:63, 72:69) и тиме је обезбеђен пласман у четвртфиналну групу. У конкуренцији белгијског Андерлехта (90:91, 86:79), италијанске Ферареле (93:80, 92:88) и израелског Хапоела (128:102, 92:96) освојена је прва позиција и полуфинални двобој са Хувентудом из Бадалоне. У оба сусрета (73:82, 85:109), Шпанци су били бољи и заслужено отишли у финале.

## Тим
| бр     | бр     | Позиција      | Име                | Националност                                     | Напомене |
| ------ | ------ | ------------- | ------------------ | ------------------------------------------------ | -------- |
| 4      | 4      | бек           | Срђан Дабић        | Социјалистичка Федеративна Република Југославија |          |
|        |        | бек           | Слободан Јанковић  | Социјалистичка Федеративна Република Југославија |          |
| 6      | 6      | бек           | Слободан Николић   | Социјалистичка Федеративна Република Југославија |          |
| 7      | 7      | центар        | Жарко Копривица    | Социјалистичка Федеративна Република Југославија |          |
| 8      | 8      | центар        | Радивоје Живковић  | Социјалистичка Федеративна Република Југославија |          |
| 9      | 9      | бек           | Стеван Караџић     | Социјалистичка Федеративна Република Југославија |          |
| 10     | 10     | крилни центар | Предраг Богосављев | Социјалистичка Федеративна Република Југославија |          |
| 11     | 11     | крило         | Горан Бањанин      | Социјалистичка Федеративна Република Југославија |          |
| 12     | 12     | крилни центар | Иван Салај         | Социјалистичка Федеративна Република Југославија |          |
| 13     | 13     | бек           | Никола Јокановић   | Социјалистичка Федеративна Република Југославија |          |
| 14     | 14     | бек           | Бранко Ковачевић   | Социјалистичка Федеративна Република Југославија |          |
| 12     | 12     | крилни центар | Зуфер Авдија       | Социјалистичка Федеративна Република Југославија |          |
| Тренер | Тренер | Тренер        | Ранко Жеравица     | Социјалистичка Федеративна Република Југославија |          |

## Прва лига Југославије
|     | Тим              | Игр. | Поб. | Изг. | П+   | П-   | П+/- | Бод |
| --- | ---------------- | ---- | ---- | ---- | ---- | ---- | ---- | --- |
| 1.  | Партизан         | 22   | 19   | 3    | 2162 | 1993 |      | 38  |
| 2.  | Цибона           | 22   | 19   | 3    | 2177 | 1925 |      | 38  |
| 3.  | Задар            | 22   | 14   | 8    | 2184 | 2104 |      | 28  |
| 4.  | Шибенка          | 22   | 12   | 10   | 2035 | 1972 |      | 24  |
| 5.  | Црвена звезда    | 22   | 11   | 11   | 2159 | 2129 |      | 22  |
| 6.  | Искра Олимпија   | 22   | 10   | 12   | 1987 | 2024 |      | 20  |
| 7.  | Босна            | 22   | 10   | 12   | 2079 | 1998 |      | 20  |
| 8.  | Будућност        | 22   | 9    | 13   | 1795 | 1892 |      | 18  |
| 9.  | Раднички Београд | 22   | 9    | 13   | 1939 | 2003 |      | 18  |
| 10. | Работнички       | 22   | 8    | 14   | 1998 | 2178 |      | 16  |
| 11. | Југопластика     | 22   | 7    | 15   | 1939 | 2102 |      | 14  |
| 12. | Кварнер          | 22   | 4    | 18   | 1987 | 2121 |      | 8   |